# Mariä-Geburt-Kirche (Jakovlje)

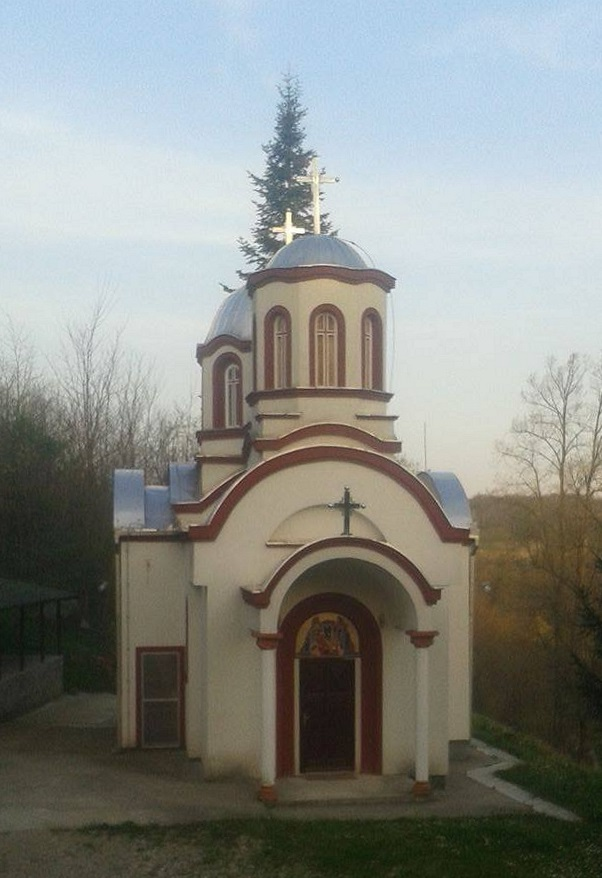
Die Mariä-Geburt-Kirche in Jakovlje

Die Mariä-Geburt-Kirche (serbisch: Црква Рођења Пресвете Богородице, Crkva Rođenja Presvete Bogorodice) im zur Opština Aleksinac gehörendem Dorf Jakovlje ist eine serbisch-orthodoxe Kirche im südöstlichen Serbien.
Das 2004 erbaute Kirchengebäude ist der Geburt der allerheiligsten Gottesmutter Maria geweiht. Sie ist eine Filialkirche der Pfarrei Gredetin im Dekanat Aleksinac der Eparchie Niš der Serbisch-Orthodoxen Kirche.

## Lage
Die Kirche steht westlich des Dorfes Jakovlje, in hügeliger Landschaft, an einem stark bewaldeten Hang. Nordöstlich der Kirche befindet sich der Dorffriedhof.
Bedingt durch ihr Lage ist die Kirche von Erdrutschen gefährdet.

## Geschichte
Die Kirche wurde 2004 auf die Initiative des Priesters, Nenad Jovanović, erbaut. Am 12. August 2007 wurde die Kirche, vom damaligen Bischof der Eparchie Niš und späteren serbischen Patriarchen, Irinej, feierlich eingeweiht.

## Architektur
Die einschiffige Kreuzkuppelkirche wurde in einer modernen Adaption des serbisch-byzantinischen Stils erbaut, mit einer Altar-Apsis im Osten, Seitenkonchen an der Nord- und Südseite, einer zentralen Rundkuppel, die sich über dem Tambour in der Mitte des Naos bei der Kreuzung der Seitenarme der Kirche erhebt und einem Kirchturm mitsamt säulengestützten Eingangsportal im Westen.
Die Grundform der Kirche ist ein Griechisches Kreuz. Der Haupteingang der Kirche befindet sich an der Westseite; auch gibt es einen zweiten Eingang an der Nordseite der Kirche. Über dem Westeingang befindet sich eine große Patronatsikone, die die Mariä-Geburt, darstellt. 
Im Kircheninnenraum steht eine Ikonostase mitsamt Ikonen.